# 218 v. Chr.

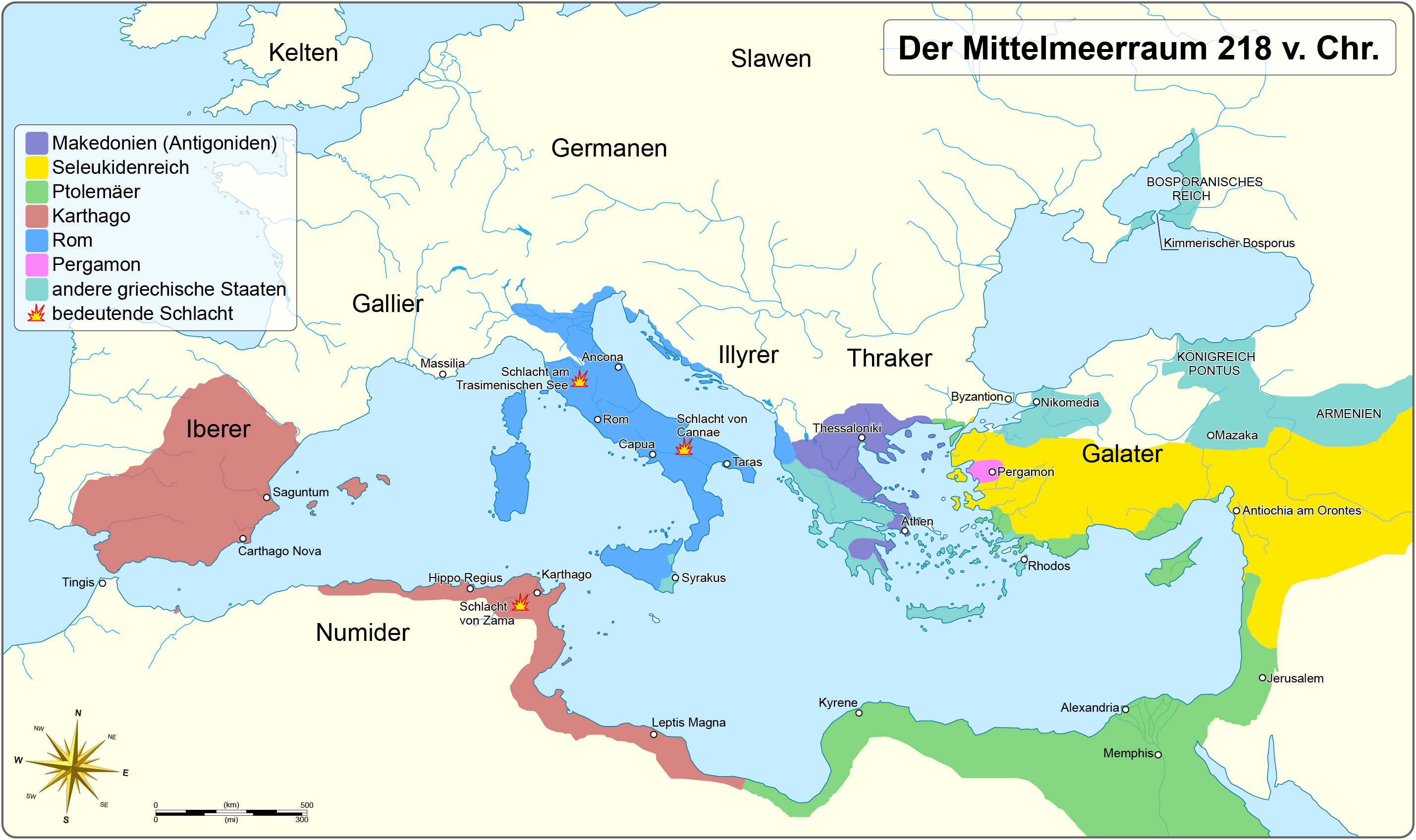
Der Mittelmeerraum 218 v. Chr.

Portal Geschichte | Portal Biografien | Aktuelle Ereignisse | Jahreskalender | Tagesartikel

◄ |
4. Jahrhundert v. Chr. |
3. Jahrhundert v. Chr. |
2. Jahrhundert v. Chr. |
►

◄ | 230er v. Chr. | 220er v. Chr. | 210er v. Chr. | 200er v. Chr. |
190er v. Chr. |
►

◄◄ | ◄ | 221 v. Chr. | 220 v. Chr. | 219 v. Chr. | 218 v. Chr. |
217 v. Chr. |
216 v. Chr. |
215 v. Chr. |
► |
►►
Staatsoberhäupter

## Ereignisse

### Politik und Weltgeschehen

#### Westliches Mittelmeer
- Rom errichtet in Norditalien die Kolonien Cremona und Placentia. Angesichts des beginnenden Krieges der Römer mit Karthago erheben sich die Kelten Norditaliens, sodass sich die Römer im befestigten Mutina verschanzen.
- Nach achtmonatiger Belagerung der Stadt erobert Hannibal den römischen Verbündeten Saguntum.
- Beginn des Zweiten Punischen Krieges (bis 201 v. Chr.), nachdem Karthago die von Rom verlangte Auslieferung Hannibals wegen dessen Angriff auf Sagunt (219 v. Chr.) ablehnt und Rom Karthago daraufhin den Krieg erklärt.
- Tiberius Sempronius Longus gelingt vor Lilybaeum in einem Seegefecht ein Sieg über die karthagische Flotte. Nachdem die Karthager in Norditalien eingefallen sind, wird Sempronius dorthin beordert, wo er sich an den Kämpfen beteiligt (siehe unten).
- April: Hannibal verlässt die Iberische Halbinsel mit über 100.000 Mann und 37 Kriegselefanten. Oberbefehlshaber über die dortigen karthagischen Besitzungen wird sein Bruder Hasdrubal Barkas. Bereits bei der Überquerung der Pyrenäen stößt Hannibal auf Widerstand einheimischer Stämme. Die Kelten im südlichen Gallien stehen dagegen überwiegend auf Hannibals Seite. Lediglich beim Übergang über die Rhone kommt es zu Kämpfen. Publius Cornelius Scipio versucht, Hannibal an der Rhône abzufangen, kommt aber zu spät; es kommt nur zu einem kleineren Reitergefecht. Der Weg entlang der Küste ist Hannibal versperrt, da Marseille ein Verbündeter Roms ist, doch zieht Hannibal im Übrigen weitgehend ungehindert den Alpen entgegen. Scipio schifft seine Truppen wieder ein, landet in Pisa und verlegt seine Streitmacht ins Potal.
- Sommer: Zweite Schlacht von Lilybaeum
- Herbst: Hannibal überquert mit seinem Heer die Alpen (vermutlich über den Col de Clapier oder den Col de Montgenèvre), wobei von den ca. 55.000 Mann zu Beginn des Aufstiegs nur gut 26.000 Italien erreichen; von den Elefanten überstehen nur sieben den Alpenübergang. Neben der schlechten Witterung – Eis und Schnee machen den Truppen zu schaffen – fügen auch Angriffe der keltischen Allobroger dem Heer Verluste zu. Jenseits der Alpen erobert er dann Turin und kann mehrere cisalpinische Keltenstämme als Verbündete gewinnen.
- November: Hannibal besiegt die Römer im Gefecht am Ticinus, einem Reitergefecht, in dem Publius Cornelius Scipio schwer verwundet wird. Seinen Bruder Gnaeus Cornelius Scipio Calvus hatte Scipio unterdessen auf die karthagisch besetzte Iberische Halbinsel geschickt.

| 1 | karthagisches Lager     | 2 | karthagische Kavallerie |
| 3 | karthagische Infanterie | 4 | Mago Barkas’ Abteilung  |
| 5 | Fluss Trebia            | 6 | römische Kavallerie     |
| 7 | römische Infanterie     | 8 | römisches Lager         |
| 9 | Fluss Po                | 0 | Festung Placentia       |

- 18. Dezember: Schlacht an der Trebia: Den Karthagern gelingt trotz zahlenmäßiger Unterlegenheit ein Sieg über die römischen Truppen unter Tiberius Sempronius Longus, die 20.000 Mann verlieren.
- Die Römer unter Gnaeus Cornelius Scipio Calvus besiegen die Karthager unter Hanno auf der iberischen Halbinsel in der Schlacht von Cissa. Kurze Zeit darauf werden sie bei Tarraco geschlagen.
- Malta wird von den Römern besetzt, während die Karthager auf den Liparischen Inseln landen.

#### Östliches Mittelmeer
- Philipp V., König von Makedonien, fällt in das mit dem Aitolischen Bund verbündete Elis ein, erobert und annektiert das benachbarte Triphylien. Er attackiert die Insel Kephallenia und rückt schließlich in Ätolien ein, wo er die Festung Thermos erobert und verwüstet.
- In Sparta versucht Cheilon vergeblich einen Umsturz und geht daraufhin ins Exil.
- Feldzug Philipps von Makedonien nach Lakonien.
- Attalos I. nutzt die Abwesenheit des seleukidischen Feldherren Achaios, um sich kleinasiatische Gebiete anzueignen, verliert diese aber bald darauf wieder.
- Im Vierten Syrischen Krieg gelingt dem Seleukidenkönig Antiochos III. in einer kombinierten Land- und Seeschlacht bei Sidon ein Sieg über Ptolemaios IV.; daraufhin rückt Antiochos nach Palästina und Transjordanien vor.

### Wirtschaft
- Die Lex Claudia de nave senatorum verbietet römischen Senatoren den Besitz großer Handelsschiffe.